# Johannes Ciconia
Johannes Ciconia (Liegi, 1370 – Padova, fra il 10 giugno e il 12 luglio 1412) è stato un compositore fiammingo e teorico musicale del tardo medioevo. La difficoltà di attribuirgli un'esatta data di nascita è dovuta al fatto che il padre portava lo stesso nome e in alcune biografie si fa confusione su questo dato. Tutte le sue composizioni si ritengono essere posteriori al 1390 circa.

## Biografia
Un Johannes Ciconia, probabilmente il padre, lavorò ad Avignone intorno al 1350 come impiegato della moglie del nipote di Papa Clemente VI. Nel 1358 questo stesso risiedette in Italia, lavorando a Padova. Durante il soggiorno in Italia egli viaggiò molto al seguito del Cardinale Gil Alvarez De Albornoz e venne in contatto con alcuni compositori dello stile dell'Ars nova italiana assorbendone la tecnica. Nel 1372 ritornò a Liegi dove rimase per un periodo a noi sconosciuto; si sa che mise su famiglia anche se non si sposò mai.
Un secondo musicista di nome Johannes Ciconia appare a Liegi nel 1385 come duodenus, generalmente una persona giovane, e probabilmente si tratta del compositore stesso (figlio). Gli annali papali riportano che lo stesso Ciconia fu al servizio di Papa Bonifacio IX a Roma nel 1391.
Quando Ciconia si sia spostato a Padova non ci è noto e vi è la possibilità che abbia prima fatto sosta a Pavia, possibilità fortemente avvalorata dai musicologi Nadas e Ziino, ma risulta certo che fu a Padova nel 1401 dove rimase fino alla morte.

## Le sue opere
La musica di Ciconia risulta molto evidentemente influenzata da stili diversi. Musica del nord Italia, come il suo madrigale Una panthera, è combinata con l'Ars nova francese. Lo stile più complesso dell'Ars subtilior si rintraccia nel suo lavoro Sus un fontayne e lo stile tardo medioevale si va trasformando in uno stile melodico più vicino alla musica del rinascimento (esempio O rosa bella).
Egli scrisse sia musica profana (dai francesi virelai ai madrigali e alle ballate italiane), che sacra dai mottetti a parti di messe, alcune delle quali in scrittura isoritmica). Egli scrisse anche dei trattati di teoria musicale.